# Ballsh
Ballsh kisváros Közép-Albánia déli részén, Mallakastra kerület székhelye. Lakossága mintegy 10 700 fő (2006, becslés). A Myzeqeja síkság peremén fekvő település iparváros, olajipari központ.
A város mellett Büllisz (latinosan Byllis) néven már az illírek várost alapították, amely a bizánci időkben egyházmegyei központ volt, saját bazilikával. A 20. századig kevésbé jelentős piachelyként tartották számon. A környékén lévő gazdag olajmezőkre Enver Hoxha idejében telepítettek kőolajfúró tornyokat, de ezek nagy része ma már nem működik, továbbra is üzemel azonban a város állami kézben maradt finomítója. Ballsh korábbi ipari jelentőségére utal, hogy a vasútvonalakban szűkölködő országban Fiertől idáig vezettek egy szárnyvonalat, amelyet 2000-ben felújítottak. A kommunista diktatúra alatt itt működött az ország egyik munkatábora, ahova az 1980-as évek elején mintegy 2400 politikai foglyot internáltak.